# Plocopsylla kasogonaga
Plocopsylla kasogonaga är en loppart som beskrevs av Schramm et Lewis 1988. Plocopsylla kasogonaga ingår i släktet Plocopsylla och familjen Stephanocircidae. Inga underarter finns listade i Catalogue of Life.